# Zabakuck
Zabakuck ist eine Ortschaft und ein Ortsteil der Einheitsgemeinde Stadt Jerichow im Landkreis Jerichower Land in Sachsen-Anhalt.

## Geographie
Zabakuck liegt ca. sieben Kilometer nordöstlich von Genthin an der Stremme, die zum Einzugsbereich der Havel gehört.
Zur Ortschaft Zabakuck gehört der Ortsteil Güssow.

## Geschichte
Zabakuck, zu dem noch der Ortsteil Güssow gehört, ist ein Dorf wendisch-slawischen Ursprungs und besitzt eine typisch wendische Dorfanlage mit Anger, auf dem sich die Ruine der Dorfkirche Zabakuck befindet. Der Name Zabakuck leitet sich aus dem Altslawischen ab und bedeutet „Froschesser“.
Der Ort Zabakuck wurde 1430 als „Sabekuk“ im „Ploter Deichrecht“, einem Anhang zum Lehnbuch des damaligen Erzbischofs Günther II. von Magdeburg, erstmals urkundlich erwähnt.
Das Gut Zabakuck war im 15. Jahrhundert von Erzbischof Stefan von Magdeburg an die Grafen von Lindow-Ruppin verpfändet worden, bis diese im Jahr 1524 ausstarben. Danach ging das Dorf wieder an den Erzbischof von Magdeburg zurück und wurde als Lehen an die Familie von Randow gegeben, die den Ort mit dem Vorwerk Güssow über 11 Generationen bis 1757 in ihrem Besitz behielt. Dann verkaufte Christian Ernst von Randow das Gut an die Witwe Charlotte Louise von Retzow. Am 30. September 1928 wurde der Gutsbezirk Zabakuck mit der Landgemeinde Zabakuck vereinigt.
Der Ortsteil Güssow wurde um 1365 erstmals im Lehnbuch Albrechts II. als „Guso“ erwähnt. Güssow leitet sich aus dem altslawischen „hansu“, übersetzt „Gans“ ab. Güssow wurde von Ernst Friedrich von Byern um 1768 als Vorwerk, mit Meierei, Schäferei und Wohngebäuden neu aufgebaut.
Für einen kurzen Zeitraum vom 1. Juli 1950 bis zum 31. Dezember 1956 war die Gemeinde Zabakuck ein Ortsteil von Demsin.
Regionale Berühmtheit erlangte der Tierpark und das Tierheim Zabakuck u. a. durch die Sendung des Mitteldeutschen Rundfunks Tierisch, Tierisch.
Durch einen Gebietsänderungsvertrag hat der Gemeinderat von Zabakuck am 26. Mai 2009 beschlossen sich aufzulösen und mit 11 anderen Gemeinden sich zu einer neuen Einheitsgemeinde mit dem Namen Stadt Jerichow zu vereinigen. Dieser Vertrag wurde vom Landkreis als unterer Kommunalaufsichtsbehörde genehmigt und trat am 1. Januar 2010 in Kraft.
Im gleichen Atemzuge hörte auch die Verwaltungsgemeinschaft Elbe-Stremme-Fiener auf zu existieren, da sich alle ehemaligen Mitgliedsgemeinden zur neuen Einheitsgemeinde „Stadt Jerichow“ zusammenschlossen.

## Politik
Letzter Bürgermeister von Zabakuck war Udo Ehrenbrecht.

### Wappen und Flagge

Ortswappen

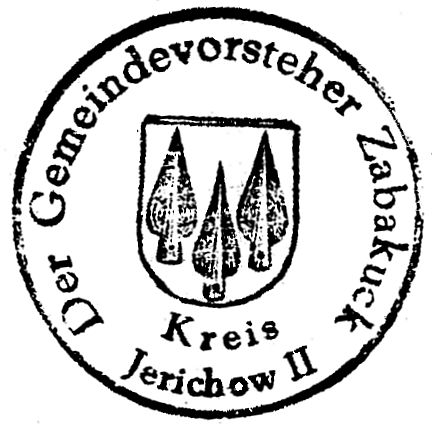
Altes Siegel der Gemeinde Zabakuck

Das Wappen wurde am 4. Dezember 2008 durch den Landkreis genehmigt.
Blasonierung: „Geviert von Silber und Grün; Feld 1 und 4: ein zur Mitte gewendeter sitzender grüner Frosch, Feld 2 und 3: ein goldenes Feuer.“
Die Gestaltung eines Wappens für die Gemeinde Zabakuck wurde an den Magdeburger Heraldiker Jörg Mantzsch in Auftrag gegeben, um künftig im Siegel, auf der Flagge und im sonstigen Gebrauch ein den Regeln der Heraldik entsprechendes und offiziell genehmigtes Wappen sowie eine damit verbundene Flagge und ein Dienstsiegel als Hoheitszeichen zu führen. Gleichzeitig soll das Wappen – auch im Hinblick auf das Aufgehen vieler Dörfer in Einheitsgemeinden – ein die Bevölkerung mit dem Wohnort verbindendes Symbol der Identifikation mit der Heimat sein.
Als Wappenelemente wurden vom Gemeinderat ein Frosch und Feuer beschlossen. Der Frosch geht auf die Bedeutung des Ortsnamens zurück, der im Altslawischen etwa „Froschfresser“ bedeutet. Damit sind nicht die Bewohner des Ortes gemeint, sondern wohl eher die vielen Vogelarten (Reiher, Storch usw.), deren Nahrung an der Stremme und im Einzugsbereich der Havel vielfach Frösche sind.
Das Feuer geht auf eine Legende zurück, nach der bei einem Ortsbrand der Gutsbesitzer mit seinem Pferd um das Dorf galoppierte und dann das Feuer aus Zabakuck hinausführte, sodass größerer Schaden fernblieb. Diese Legende ist bis heute in der Überlieferung der Bürger erhalten.
Dem Gemeinderat wurden mehrere stilistische und farbliche Varianten vorgestellt, aus denen am 19. September 2008 die hier dokumentierte Variante beschlossen wurde.
Als Hauptfarben wurden Grün für den Frosch, Gold (Gelb) für das Feuer und Silber (Weiß) für die Heroldsstücke 1 und 4 gewählt. Die Farbe Grün nimmt Bezug auf die natürliche Umgebung des Ortes.
Die Farben des Ortes sind: Grün und Silber (Weiß).
Die Flagge ist grün-weiß (1 : 1) gestreift (Querform: Streifen waagerecht verlaufend, Längsform: Streifen senkrecht verlaufend) und mittig mit dem Wappen belegt.
Historisches Wappenbild

Die Gemeinde Zabakuck führte in ihrem Gemeindesiegel schon einmal ein wappenähnliches Siegelbild. Dieses wurde im Zeitraum nach dem Zweiten Weltkrieg bis ca. der Einführung der Bezirke und Kreise in der DDR (1945–1952) benutzt. Eine weitere Quelle ist das Kreisheimatmuseum in Genthin.

## Regelmäßige Veranstaltungen
Am ersten Wochenende im August findet das Neptunfest im Touristenzentrum Zabakuck statt.

## Verkehrsanbindung
Zur Bundesstraße 1 die Magdeburg mit Berlin verbindet, sind es in südlicher Richtung ca. 6 km.